# 波士頓奶油甜甜圈
波士頓奶油甜甜圈（英語：Boston cream doughnut）或稱波士頓奶油餡餅甜甜圈，是一種以圓形固體，搭配巧克力糖霜的香草波士頓奶油派甜甜圈。